# Смоліно (Ленінградська область)
Смоліно (рос. Смолино) — присілок у Кіриському районі Ленінградської області Російської Федерації.
Населення становить 19 осіб. Належить до муніципального утворення Будогощенське міське поселення.

## Історія
Згідно із законом від 1 вересня 2004 року № 49-оз органом  місцевого самоврядування є Будогощенське міське поселення.

## Населення
| 1879 | 1910 | 1926 | 1961 | 1997 | 2002 | 2007 |
| ---- | ---- | ---- | ---- | ---- | ---- | ---- |
| 72   | ↗129 | ↗238 | ↘92  | ↘21  | ↘13  | ↗19  |
| 2010 | 2017 |      |      |      |      |      |
| ↗20  | ↘19  |      |      |      |      |      |